# Chirostoma bartoni
Chirostoma bartoni là một loài cá thuộc họ Atherinidae. Nó là loài đặc hữu của the Lerma River basin of México.